# Rastrelliger faughni
Rastrelliger faughni är en fiskart som beskrevs av Matsui, 1967. Rastrelliger faughni ingår i släktet Rastrelliger och familjen makrillfiskar. IUCN kategoriserar arten globalt som otillräckligt studerad. Inga underarter finns listade i Catalogue of Life.